# Isums
Isums ist eine Ortschaft in der ostfriesischen Kleinstadt Wittmund und gehört zum Stadtteil Leerhafe.

## Geographische Lage

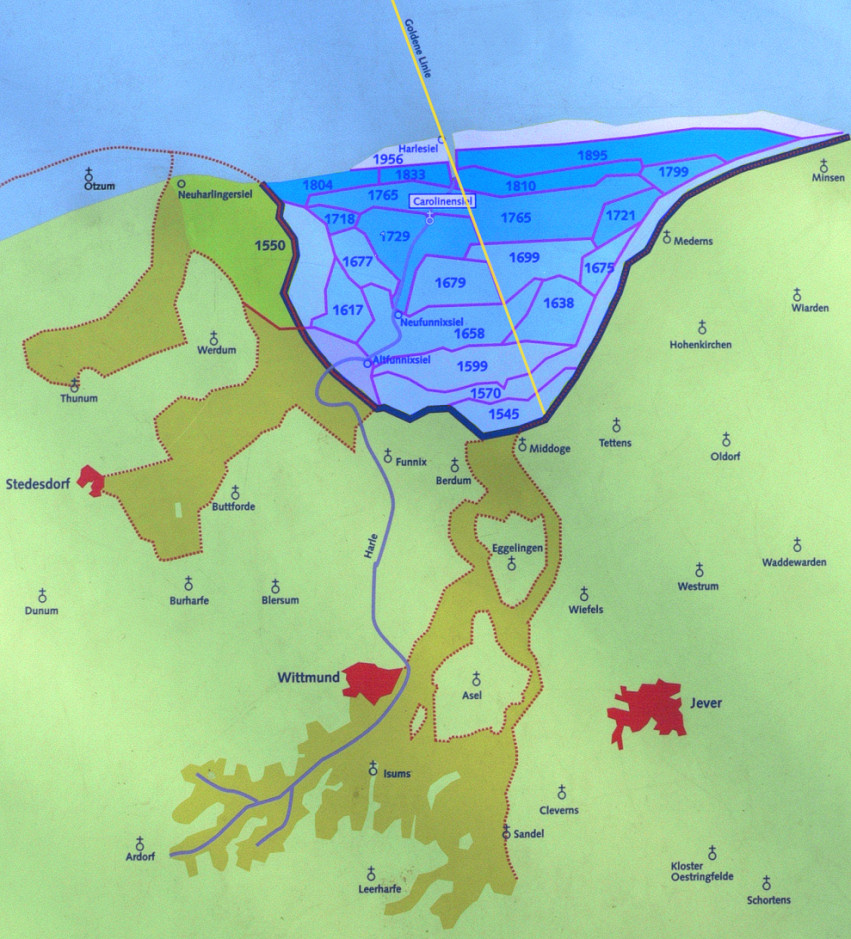
Isums – gelegen auf einer schmalen Geest-Halbinsel, die in die ehemalige Harlebucht hineinragte

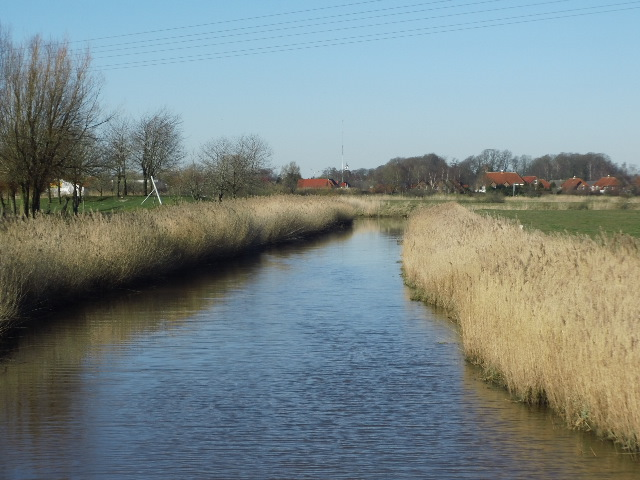
Dykschloot (Unterlauf der Tjücher Leide) bei Wittmund-Isums

Isums liegt auf einem schmalen Geestrücken, der halbinselartig in die ehemalige Harlebucht hineinragte. Die Ortschaft, die sich zwischen Leerhafe im Süden und der Wittmunder Kernstadt im Norden befindet, wird von der Landesstraße L 11 durchzogen. Von der Landstraße zweigt in Isums die Kreisstraße 24 des Landkreises Wittmund ab, die nach Burmönken führt. Isums umfasst zwei Siedlungsplätze: das südlich gelegene Klein-Isums sowie das nördliche Isums, das auch zur besseren Unterscheidung Groß-Isums genannt wird. Umgeben ist Isums von drei Wasserläufen. Im Westen fließt die Nöttelnser Leide und im Osten die Tjücher Leide, die in ihrem unteren Abschnitt Dykschloot genannt wird. Beide Wasserläufe münden in die Harle, die die natürliche Nordgrenze Isums bildet. Landschaftlich geprägt wird die Ortschaft durch zahlreiche, für die Geest typische Wallheckenanlagen.

## Bus und Bahn
Durch Isums führen die Buslinien 311 und 341 des Verkehrsverbundes Ems-Jade (VEJ). Sie verbinden Isums mit Wittmund (311, 341) sowie mit Friedeburg (311) und Wiesmoor (341). In Rispel besteht eine Umsteigemöglichkeit in den Bus 242, der über Cleverns nach Jever fährt. Der Zu- und Ausstieg ist für beide Buslinien an zwei Haltestellen möglich: Isums-Bundeswehrdepot und Isums-Junior.
Der nächstgelegene Bahnhof befindet sich in Wittmund. Die Strecke wird von der NordWestBahn bedient. Fahrtziele sind Esens und Sande. In Sande gibt es Umsteigemöglichkeiten nach Wilhelmshaven und Oldenburg.

## Geschichte
Die frühere Annahme, dass Isums mit dem im Bremer Dekanatsregister von 1420 (dem sogenannten Stader Copiar) erwähnten Isebenysze identisch sei, gilt heute als unwahrscheinlich. Zwar gehörte ein Kirchspiel dieses Namens zum Bezirk der Wittmunder Sendkirche, man nimmt aber an, dass es sich dabei um einen in der ehemaligen Harlebucht untergegangenen Ort handelt. Eine erste gesicherte urkundliche Erwähnung Isums als Isemeß (in der Urkunde an anderer Stelle auch Isenß geschrieben) ist für 1589 belegt. Klein-Isums wird zum ersten Mal 1602 als Klein-Ysems dokumentiert. Die Bedeutung des Namens ist bislang ungesichert. Eine Vermutung besagt, dass Isums sich vom männlichen Rufnamen Isi herleitet.
In der 1834 erschienenen Topographie des Königreichs Hannovers wird berichtet, dass in den nach Leerhafe eingepfarrten Orten Isums, Burmönken und Kloster Reste alter Begräbnisstätten sowie Skelettteile gefunden wurden, „welche das damalige Daseyn von Klöstern oder geistlichen Kolonien zu verraten scheinen“. Nach Enno Schöningh besaß die Johanniterkommende Burmönken, die von ca. 1300 bis 1540 existierte, in der Ortschaft Isums klösterliches Eigentum.
In einer Beschreibung historischer Grenzverläufe, die sich auf das 15. und frühe 16. Jahrhundert bezieht, wird Isums als Kirchspiel „No. 8“ des Bremer Domscholasters genannt, während Leerhafe als der Bremer Propstei Reepsholt zugehörig geführt wird. Mit anderen Worten: Zwischen Leerhafe und Isums lagen in dieser Zeit offensichtlich kirchliche Verwaltungsgrenzen. In späterer Zeit war Isums immer Teil der Pfarrei Leerhafe. Ob die Ortschaft jemals über eine eigene Kirche verfügte, ist unbekannt.
Während der hannöverschen Zeit (1815–1866) wurde in Isums eine von vier Weggeldhebestellen eingerichtet. Dort hatten Nutzer der teils aus Klinker und teils aus Kopfstein gebauten Landstraße von Wittmund über Friedeburg nach Neustadtgödens eine Mautgebühr zu entrichten. Die Preußen übernahmen nach 1866 die Mautstellen und führten sie bis zum 31. Dezember 1874. Danach war es den Kreisen und Ämtern gestattet, für die von ihnen betreuten Straßen weiterhin eine Nutzungsgebühr zu erheben. Die Hebegeldstelle in Isums bestand bis 1914.

## Religion
Der weitaus überwiegende Teil der Einwohner Isums gehört der Evangelisch-Lutherischen Landeskirche Hannover an. Das für die Isumser zuständige Gotteshaus, die Cäcilien- und Margarethenkirche, befindet sich in Leerhafe. Mitglieder der römisch-katholischen Kirche werden geistlich durch die Pfarreiengemeinschaft Neuauwiewitt (Neustadtgödens – Aurich – Wiesmoor – Wittmund) betreut. Der für Isums nächstgelegene katholische Gottesdienstort ist die Wittmunder St. Bonifatius-Kirche an der Bismarckstraße 5. In den Nachkriegsjahren gab es im Isumser Barackenlager eine baptistische Notkirche, die vor allem von Flüchtlingen aus den ehemaligen deutschen Ostgebieten besucht wurde. Heute ist die für Baptisten zuständige Kirche das Bethaus am Elisbethufer in Jever. Neuapostolische Christen haben ihr gottesdienstliches Zentrum ebenfalls in Jever.

## Wirtschaft

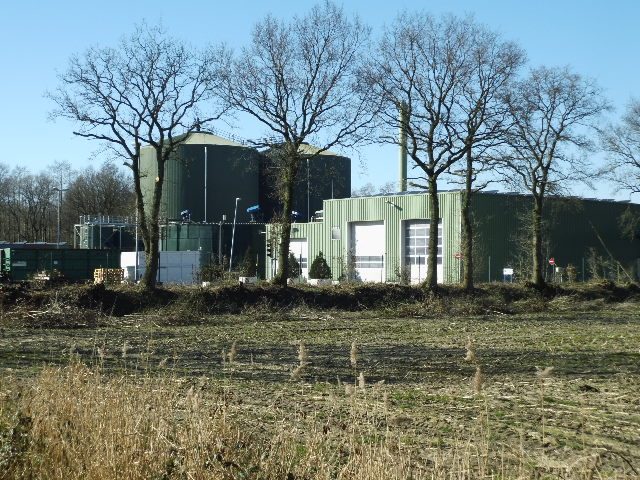
EWE-Biogasanlage in Wittmund-Isums

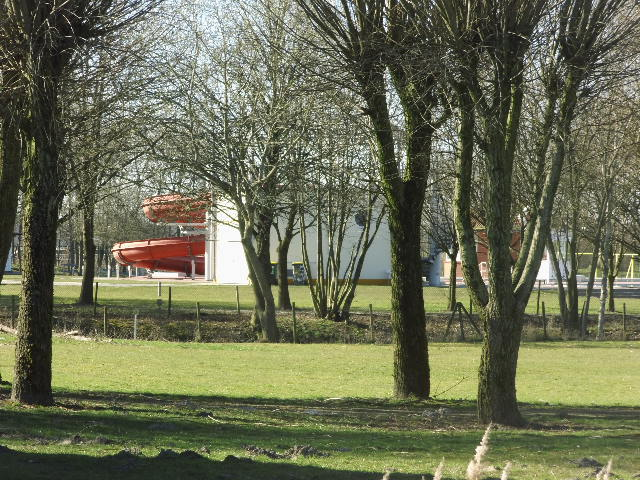
Freizeitanlage in Wittmund-Isums

1996 wurde in Isums eine Biogasanlage errichtet, die in Zusammenarbeit mit rund 70 landwirtschaftlichen Vertragspartnern Gülle und andere organische Reststoffe in Biogas und Dünger umwandelt. Der Betrieb, bei dem 10 Mitarbeiter angestellt sind, betreibt auch ein Blockheizkraftwerk, über das eine nahegelegene Kaserne mit Wärme versorgt wird. Das Kraftwerk erzeugt außerdem elektrische Energie, die in das öffentliche Netz eingespeist wird. Betreiber der Anlage, die sich in Groß-Isums westlich der L 11 befindet, ist die zur Energieversorgung Weser-Ems gehörige Gesellschaft EWE Biogas GmbH & Co. KG.

## Freizeit und Tourismus
In Isums befindet sich ein 60.000 Quadratmeter großer Freizeitsee, der Anfang 2001 aus einer Sandkuhle entstanden ist. An ihn grenzt unmittelbar der Campingplatz Isums, dessen Zufahrt an der Isumser Straße liegt. Der Campingplatz ist ganzjährig geöffnet und verfügt über 70 Ganzjahresplätze und 30 Saisonplätze. Für Wohnmobile sind zwölf Stellplätze vorhanden. Neben dem Campingplatz befindet sich das Sport- und Erlebnisbad Wittmund-Isums.